# Godefroy Wendelin
Godefroy Wendelin (tudi Vendelin, Wedelin, Gottfried Wendelin ali Godefroid, latinsko Vendelinus, tudi Govaart Wendelen), belgijski (flamski) astronom, duhovnik in kartograf, * 6. junij 1580, Merken pri Liegeu, Belgija, † 1667, Gent, Belgija.

## Življenje in delo
Wendelin je leta 1595 odšel študirat na jezuitski kolegij v Tournaiju. Leta 1601 je bil profesor matematike na Univerzi v Digneju.
Okoli leta 1630 je ponovil Aristarhovo določevanje Sončeve paralakse in menil, da ne presega 15". Od tu izhaja njegova vrednost za astronomsko enoto {\displaystyle a_{0}=87,7\cdot 10^{9}} m.
Leta 1643 je ugotovil veljavnost tretjega Keplerjevega zakona za Jupitrove lune.
Dopisoval si je z Mersennom (1588-1648), Gassendijem (1592-1655) in Constantijnom Huygensom (1596-1687).

## Priznanja

### Poimenovanja
Po njem se imenuje udarni krater Vendelin na Luni.